# آن تيرنر كوك
آن تيرنر كوك (ولد باسم آن ليزلي تيرنر؛ 20 نوفمبر 1926 – 3 يونيو 2022) كانت معلم أمريكي وكاتب روايات غموض، لكنه اشتهر بكونه الوجه النموذجي لطفل شركة جربر، وهو الرسم الشهير الذي يظهر على عبوات طعام الأطفال الخاصة بشركة جربر
1. ↑  مذكور في: GeneaStar. مُعرِّف شخص في قاعدة بيانات "جينيا ستار" (GeneaStar): turnerann. باسم: Ann Turner Cook.